# William Lehman
William Lehmann (20 de dezembro de 1901 - janeiro de 1979) foi um futebolista norte-americano. Ele competiu na Copa do Mundo FIFA de 1934, sediada na Itália, na qual a seleção de seu país terminou na última colocação dentre os 16 participantes.